# Fender Dave Murray Signature Stratocaster
A Dave Murray Signature Stratocaster egy Fender által készített elektromos gitár, melyet az Iron Maiden gitárosa Dave Murray ihletett, aki már az 1970-es évek közepe óta használ Fender modelleket. Az Artist Series tagjaként forgalmazott modellváltozat Murray 1957-es Stratocasterén alapul, mely korábban Paul Kossoff gitárosé volt. 2015-ben a Fender újabb Dave Murray-féle gitárt adott ki,amit a gitáros jelenlegi hangszere ihletett.

## Specifikáció
- Test: Fekete lakkozású, kontúrozott éger test nitrocellulóz lakkozással, egyrétegű, fehér koptatóval
- Nyak: V-formájú jávor nyak, 21 db Medium Jumbo érintővel
- Hangszedők:
  - DiMarzio PAF 36th Anniversary DP103 (nyak)
  - Fender Vintage (közép)
  - DiMarzio Super Distortion DP100 (híd)

## Külső hivatkozások
- Fender.com